# Касъл Рок (Вашингтон)
 Тази статия е за града във Вашингтон, САЩ.  За други значения вижте Касъл Рок.  
Касъл Рок (на английски: Castle Rock) е град в окръг Каулиц, щата Вашингтон, САЩ. Касъл Рок е с население от 1982 жители (2010 г.) и обща площ от 3,5 km². Намира се на 18 m надморска височина. ЗИП кодът му е 98611, а телефонният му код е 360.